# Tarzan bei den Affen
Tarzan bei den Affen (Originaltitel: Tarzan of the Apes) ist ein US-amerikanischer Abenteuerfilm von Scott Sidney aus dem Jahr 1918. Grundlage für das Drehbuch war der gleichnamige Roman von Edgar Rice Burroughs. Uraufgeführt wurde der Film am 27. Januar 1918. Im deutschen Fernsehen wurde am 13. April 1970 im ZDF eine 45-minütige rekonstruierte Fassung der Filmfragmente ausgestrahlt.

## Handlung
Lord und Lady Greystoke, die von der britischen Königin auf eine diplomatische Mission nach Südafrika geschickt wurden, werden nach einer Meuterei auf ihrem Schiff an der afrikanischen Küste ausgesetzt. Der Lord baut eine Schutzhütte, in der das Paar einige Zeit lebt. Ein Jahr nachdem ihr Sohn geboren wurde, verstirbt Lady Greystoke. Auch der Lord stirbt, als er von wilden Affen angegriffen wird. Ein weiblicher Affe, deren Nachwuchs ebenfalls getötet wurde, nimmt sich des Waisenjungen an.
Der Junge lernt das Leben im Dschungel kennen. Als er 20 wird, wird er von den Affen als König anerkannt. In England hat derweil ein Cousin das Erbe der Greystokes angetreten. Dem Wunsch der Mutter, die attraktive und gutsituierte Amerikanerin Jane Porter zu ehelichen, kommt er jedoch nicht nach. Als der alte Seemann Binns von der Meuterei auf dem Schiff erzählt, gibt er auch zu verstehen, dass der rechtmäßige Lord im Dschungel lebt. Daraufhin wird eine Suchexpedition, an der auch Jane und ihr Vater teilnehmen, organisiert.
Mehrere Male kann die Expedition den Gefahren des Dschungels trotzen. Als der junge Greystoke, der sich nun Tarzan nennt, Jane aus den Fängen eines Eingeborenenstammes und vor einem Löwen rettet, verliebt sie sich in ihn.

## Hintergrund
Gedreht wurde der erste Tarzanfilm der Filmgeschichte unter anderem in Kalifornien, Louisiana und in Manaus in Brasilien. Der Film war sehr erfolgreich und spielte in den Vereinigten Staaten ca. eine Million US-Dollar ein.
Elmo Lincoln, von David Wark Griffith entdeckt, war allerdings nicht der erste Filmtarzan. Diese Ehre gehört vielmehr dem vor ihm im Film zu sehenden Gordon Griffith, der den Tarzan im Kindesalter darstellt. Gordon Griffith spielte in zwei weiteren Tarzan-Abenteuern mit: im gleichen Jahr in The Romance of Tarzan (wieder als Tarzan als Junge und erneut an der Seite von Elmo Lincoln) und 1920 in The Son of Tarzan an der Seite von P. Dempsey Tabler, diesmal allerdings in der Rolle von Tarzans Sohn Jack. Auch Enid Markey tritt noch einmal in The Romance of Tarzan als Jane auf, ebenso True Boardman als Lord Greystoke, Kathleen Kirkham als Lady Greystoke, George B. French als Binns, Thomas Jefferson als Janes Vater und Colin Kenney als Tarzans Cousin. Rex Ingram ist hier in einer unerwähnten Kleinrolle zu sehen.

## Kritiken
„Ein bemerkenswertes filmhistorisches Dokument“, heißt es im Lexikon des internationalen Films.